# Rikkie Kollé
Rikkie Kollé (Hoorn, 6 d'abril de 2001) és una model trans i reina de bellesa neerlandesa coneguda per participar en diversos concursos de modelatge i bellesa. El 2023 va obtenir el títol de Miss Països Baixos.

## Carrera
El 2018, a 17 anys, va participar en l'onzena temporada del programa de televisió Next Top Model dels Països Baixos. Encara que no va guanyar el títol, va ser elogiada pel jurat i reconeguda com un talent emergent en el món del modelatge. Va ser la segona model trans a participar en el programa de televisió. El 2019, Kolle va arribar a la final de l'Elite Model Look.
El 2023, Kolle va participar en el certamen de Miss Països Baixos. Va ser triada com una de les finalistes i finalment va guanyar el títol, convertint-se en la primera dona transgènere a guanyar el concurs de bellesa femenina. A causa de la seva victòria, participarà a Miss Univers 2023 en representació de Països Baixos, concurs que es va celebrar al Salvador. Durant la seva participació en el concurs, va parlar sobre el seu desig de contribuir a les llargues llistes d'espera en la cura de persones transgènere als Països Baixos.
Kolle és oberta sobre les seves experiències com a dona trans i ha parlat sobre els desafiaments i les victòries que ha experimentat durant la seva transició.